# Pandemic (film)
Pour les articles homonymes, voir Pandemic.
Pour plus de détails, voir Fiche technique et Distribution.
Pandemic est un film américain de John Suits, sorti en 2016. Il est inspiré du jeu de société Pandémie.

## Fiche technique
- Réalisation : John Suits
- Scénario : Dustin T. Benson
- Musique : Alec Puro (en)
- Montage : Nicholas Larrabure
- Casting : Sara Wallace
- Création des décors : Yong Ok Lee
  - Décorateur : Yong Ok Lee
- Costumes : Bruna Mebs
- Production :
  - Producteurs : Gabriel Cowan, John Suits et Michael Tadross Jr.
  - Coproducteur : Ryan Binaco
  - Coproducteur délégué : Edward Carpezzi, Chris Conover et Charbel Youssef
  - Productrice exécutive : Nicole Flores
  - Producteurs associés : Jaime Gallagher et Nicholas Larrabure
  - Producteurs délégués : Curtis Raines, Damiano Tucci et Randy Wayne (en)
- Sociétés de production : New Artists Alliance (en), Tadross Media Group et Parkside Pictures
- Sociétés de distribution : XLrator Media (en) (États-Unis) et Marco Polo Production (France)
- Pays d'origine :  États-Unis
- Langue : anglais
- Genre : Action, science-fiction, thriller
- Durée : 91 minutes
- Dates de sortie :
  - Royaume-Uni : 26 février 2016 (Glasgow Fright Fest)
  - États-Unis : 1er avril 2016
  - France : 24 mai 2016 (DVD)

## Distribution
- Rachel Nichols : Dr Lauren Chase
- Missi Pyle : Denise
- Alfie Allen : Wheeler
- Mekhi Phifer : Gunner
- Jonathan Buckhouse : infecté / chauffeur de taxi
- Paul Guilfoyle : Dr Greer
- Danielle Rose Russell : Megan
- Gina Lee : infectée
- Nea Dune : infectée
- Stephanie Langnas : infectée
- Jaime Gallagher : Mary
- Amanda Baker (en) : Ella
- Samantha Baugnon : infectée
- Yvette Soledad : The Deceased
- Dominic Bogart : sergent O'Brien
- Emma Farabee : infectée
- Martavious Gayles : infecté
- Britain Simons (en) : survivant
- Kinjal Dave : infectée / survivante
- Alexander Ward : infecté du niveau 5
- Claudia Magira : infectée
- Matt Socia : soldat
- Brandon Higa : Robbie
- Anna-Sophie Keller : infectée
- Jola Cora : The Diseased
- Robert Lewis Stephenson : David Thomas
- Malerie Stanley : infectée
- Aldo Vipp : infecté
- Jenna Z. Wilson : infectée
- Mia Rosales : infectée
- Josh Madson : infecté / soldat
- Matthew Jay Evans : survivant
- Cassandra Bautista : Zombie
- Joey Hoppe : infecté
- Chucki Love : infecté
- Brooke Prince : infectée
- Aaron Hawley : infecté
- Brittany Riley : militaire du CDC
- Richie Parker : infecté
- Brandon Shealy : infecté
- Anthony Eftimeo : militaire du CDC
- Kristin Vogel : infectée
- Delia Gomez : militaire du CDC / infectée
- Steven Moress : soldat
- Jackee Bianchi : survivant
- Timothy D'Andrea : infecté
- Ricky Augustin : infecté
- Rio Shigeta : soldat / infecté
- Gary Palmer : infecté
- Charlie Barnick : infecté / soldat
- Rachel Wolf : infectée
- David McMenomy : Priest
- Oscar Martin Jr. : infecté
- Riley Chen : infecté
- Anand Kaur : infecté
- Collin Tyler : infecté
- Nichole Trugler : équipe du CDC / infectée
- Steven Marrero : infecté
- Matto Ken : infecté
- Rachel Sanchez : infectée
- Jasmin Day : soldat / infectée
- Ken Grith : infecté